# Euclystis agava
Euclystis agava är en fjärilsart som beskrevs av Druce 1890. Euclystis agava ingår i släktet Euclystis och familjen nattflyn. Inga underarter finns listade i Catalogue of Life.